# Joseph Jude Tyson
Joseph Jude Tyson (Moses Lake, 16 ottobre 1957) è un vescovo cattolico statunitense, dal 12 aprile 2011 vescovo di Yakima.

## Biografia
Joseph Jude Tyson è nato a Moses Lake, nello stato di Washington, il 16 ottobre 1957.

### Formazione e ministero sacerdotale
Ha frequentato la Blessed Sacrament School e poi si è diplomato alla St. Alphonsus Elementary School nel 1971 e alla Bishop Blanchet High School nel 1975. Ha poi studiato allo Shoreline Community College e all'Università del Washington. Nel 1980 ha conseguito il Bachelor of Arts in studi dell'area russa e dell'Europa orientale e un secondo titolo di studi in giornalismo editoriale. Nel 1984 ha ottenuto un Master's degree in relazioni internazionali presso la Jackson School of International Studies. È poi entrato in seminario e nel 1989 ha conseguito il Master of Divinity presso il Collegio teologico dell'Università Cattolica d'America a Washington. Dal 1984 al 1985 ha svolto servizio pastorale tra i rifugiati con la Società di San Vincenzo de' Paoli.
Il 10 giugno 1989 è stato ordinato presbitero per l'arcidiocesi di Seattle da monsignor Raymond Gerhardt Hunthausen. In seguito è stato vicario parrocchiale della parrocchia di Sant'Anna dal 1989 al 1993; vicario parrocchiale della parrocchia di Santa Francesca Cabrini a Lakewood dal 1993 al 1995; parroco della parrocchia di Sant'Edoardo a Seattle dal 1996 al 2005 a cui, poi, nel 1997 sono state aggiunte le parrocchia di San Giorgio e di San Paolo nella stessa città.
A livello diocesano ha prestato servizio negli uffici di cancelleria che si occupavano della formazione permanente dei diaconi, delle esperienze parrocchiali per i seminaristi, delle vocazioni e delle comunicazioni.

### Ministero episcopale
Il 12 maggio 2005 papa Benedetto XVI lo ha nominato vescovo ausiliare di Seattle e titolare di Migirpa. Ha ricevuto l'ordinazione episcopale il 6 giugno successivo dall'arcivescovo metropolita di Seattle Alexander Joseph Brunett, co-consacranti il vescovo di Helena George Leo Thomas e il vescovo ausiliare di Chicago Gustavo Garcia-Siller.
Nel 2007 monsignor Tyson ha testimoniato in un'audizione legislativa statale su una proposta di iniziativa statale per offrire vantaggi di partnership domestica alle coppie dello stesso sesso. Egli ha promosso l'ampliamento delle sue disposizioni, una strategia controversa utilizzata altrove dalla Chiesa cattolica, estendendo la definizione di unione a rapporti oltre a quelli di coppie non sposate, per prevenire la discriminazione nei confronti di un genitore anziano, un fratello, un coinquilino o un altro residente, in linea con la posizione di lunga data della Chiesa cattolica.
Dal 1º luglio 2008 al 2011 è stato sovrintendente ad interim delle scuole cattoliche di Seattle.
Il 12 aprile 2011 lo stesso pontefice lo ha nominato vescovo di Yakima. Ha preso possesso della diocesi il 31 maggio successivo.
Nell'aprile del 2012 e nel febbraio del 2020 ha compiuto la visita ad limina.
In seno alla Conferenza dei vescovi cattolici degli Stati Uniti è presidente del sottocomitato per la pastorale per i migranti, i rifugiati e i viaggiatori e membro del comitato per la diversità culturale.
Oltre all'inglese, parla spagnolo, tedesco, vietnamita e serbo-croato.
Pratica il ciclismo e ha dichiarato di avere appreso della sua nomina a vescovo mentre era in sella alla sua bicicletta.

## Genealogia episcopale
La genealogia episcopale è:
- Cardinale Scipione Rebiba
- Cardinale Giulio Antonio Santori
- Cardinale Girolamo Bernerio, O.P.
- Arcivescovo Galeazzo Sanvitale
- Cardinale Ludovico Ludovisi
- Cardinale Luigi Caetani
- Cardinale Ulderico Carpegna
- Cardinale Paluzzo Paluzzi Altieri degli Albertoni
- Papa Benedetto XIII
- Papa Benedetto XIV
- Papa Clemente XIII
- Cardinale Bernardino Giraud
- Cardinale Alessandro Mattei
- Cardinale Pietro Francesco Galleffi
- Cardinale Giacomo Filippo Fransoni
- Cardinale Carlo Sacconi
- Cardinale Edward Henry Howard
- Cardinale Mariano Rampolla del Tindaro
- Cardinale Rafael Merry del Val y Zulueta
- Cardinale Giovanni Vincenzo Bonzano
- Arcivescovo Edward Joseph Hanna
- Arcivescovo John Joseph Cantwell
- Arcivescovo Joseph Thomas McGucken
- Cardinale Timothy Manning
- Cardinale William Joseph Levada
- Arcivescovo Alexander Joseph Brunett
- Vescovo Joseph Jude Tyson